# Дрэббл, Маргарет
Дама Маргарет Дрэббл, леди Холройд, (англ. Margaret Drabble, Lady Holroyd; род. 5 июня 1939 года) — английская писательница, драматург.

## Биография
Дрэббл родилась 5 июня 1939 в Шеффилде, в семье адвоката и учительницы. В 1960 году с отличием окончила Ньюнем-колледж Кембриджского университета, получив диплом бакалавра искусств. Была замужем за актёром Клайвом Свифтом (Clive Swift) с 1960 по 1975 годы. У них родилось трое детей: сын Джо (Joe Swift) известный телеведущий, автор программы Gardeners' World телеканала BBC, сын Адам (Adam Swift), учёный, и дочь Ребекка. В 1982 году Маргарет Дрэббл вышла замуж за сэра Майкла Холройда (Sir Michael De Courcy Fraser Holroyd), известного британского биографа.
Её старшая сестра — писательница Антония С. Байетт.

## Творчество
В общей сложности писательница опубликовала около 17 произведений. Ранние произведения публиковались издательством Weidenfeld & Nicolson (1963—1987). Третий роман писательницы, «Millstone» принёс ей известность и литературную премию John Llewellyn Rhys Prize в 1966 году. В 1967 году Дрэббл получила литературную премию Джеймса Тейта Блэка за роман «Мой золотой Иерусалим».
Помимо романов, Маргарет Дрэббл пишет пьесы, рассказы, а также киносценарии. Ей принадлежит авторство документальной книги A Writer’s Britain: Landscape and Literature, а также биографий Арнольда Беннетта и Энгуса Уилсона (Angus Wilson).

## Произведения
- 1963 — Вольер для птиц
- 1964 — Один летний сезон
- 1965 — Спасибо вам большое
- 1967 — Мой золотой Иерусалим (рус. пер. 2000)
- 1969 — The Waterfall
- 1972 — The Needle’s Eye
- 1975 — The Realms of Gold
- 1977 — The Ice Age
- 1980 — The Middle Ground
- 1980 — Hassan’s Tower
- 1987 — The Radiant Way
- 1989 — A Natural Curiosity
- 1991 — The Gates of Ivory
- 1996 — The Witch of Exmoor
- 2001 — The Peppered Moth
- 2002 — The Seven Sisters
- 2004 — The Red Queen
- 2006 — The Sea Lady
- Путеводитель по английской литературе. Под ред. М. Дрэббл и Дж. Стрингер. Пер. с англ. М.: ОАО Издательство «Радуга», 2003. 928 с.